# Rumex aquaticus
La acedera acuática (Rumex aquaticus L.) es una especie de la familia de las poligonáceas. 

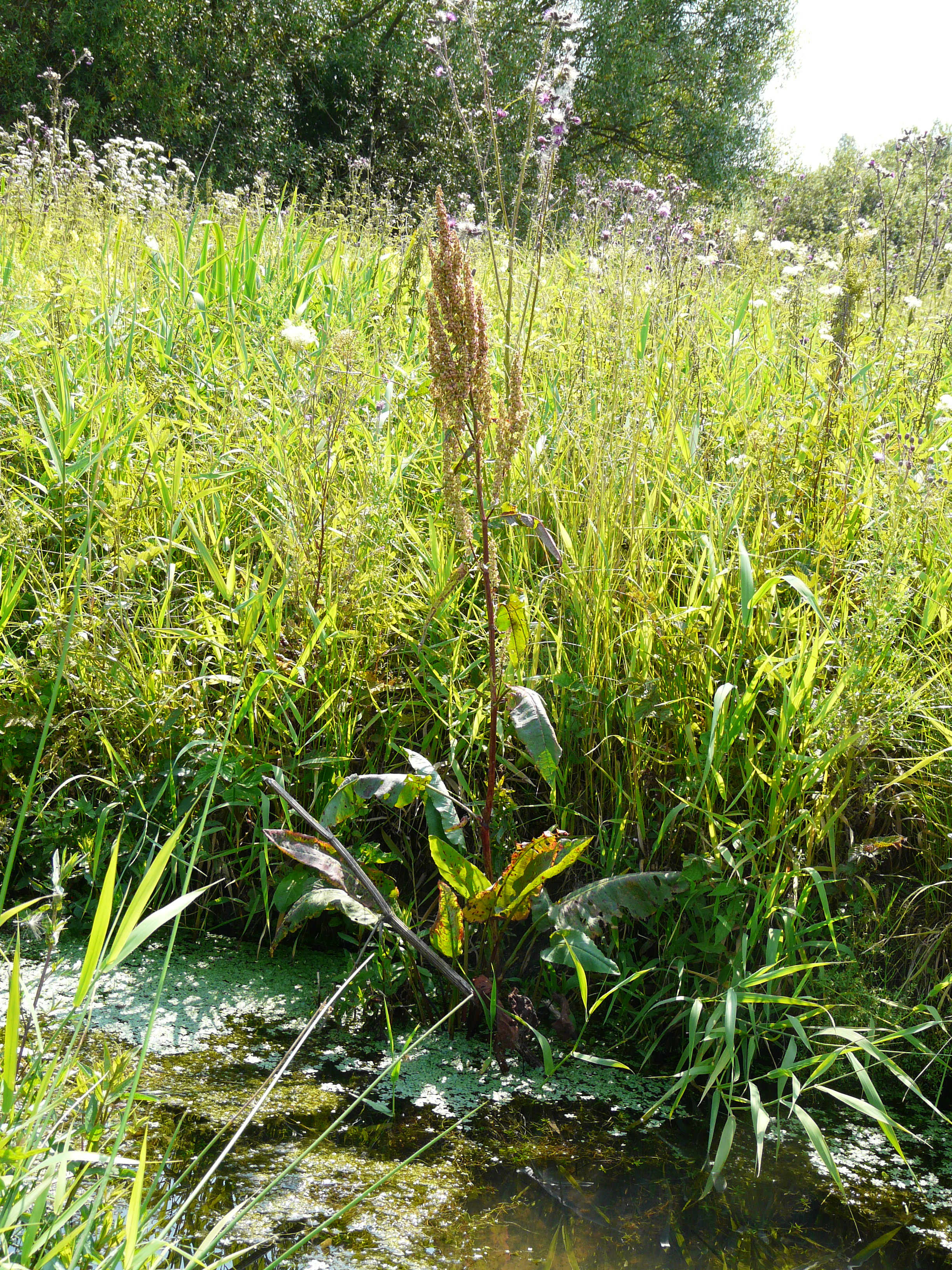
Vista de la planta

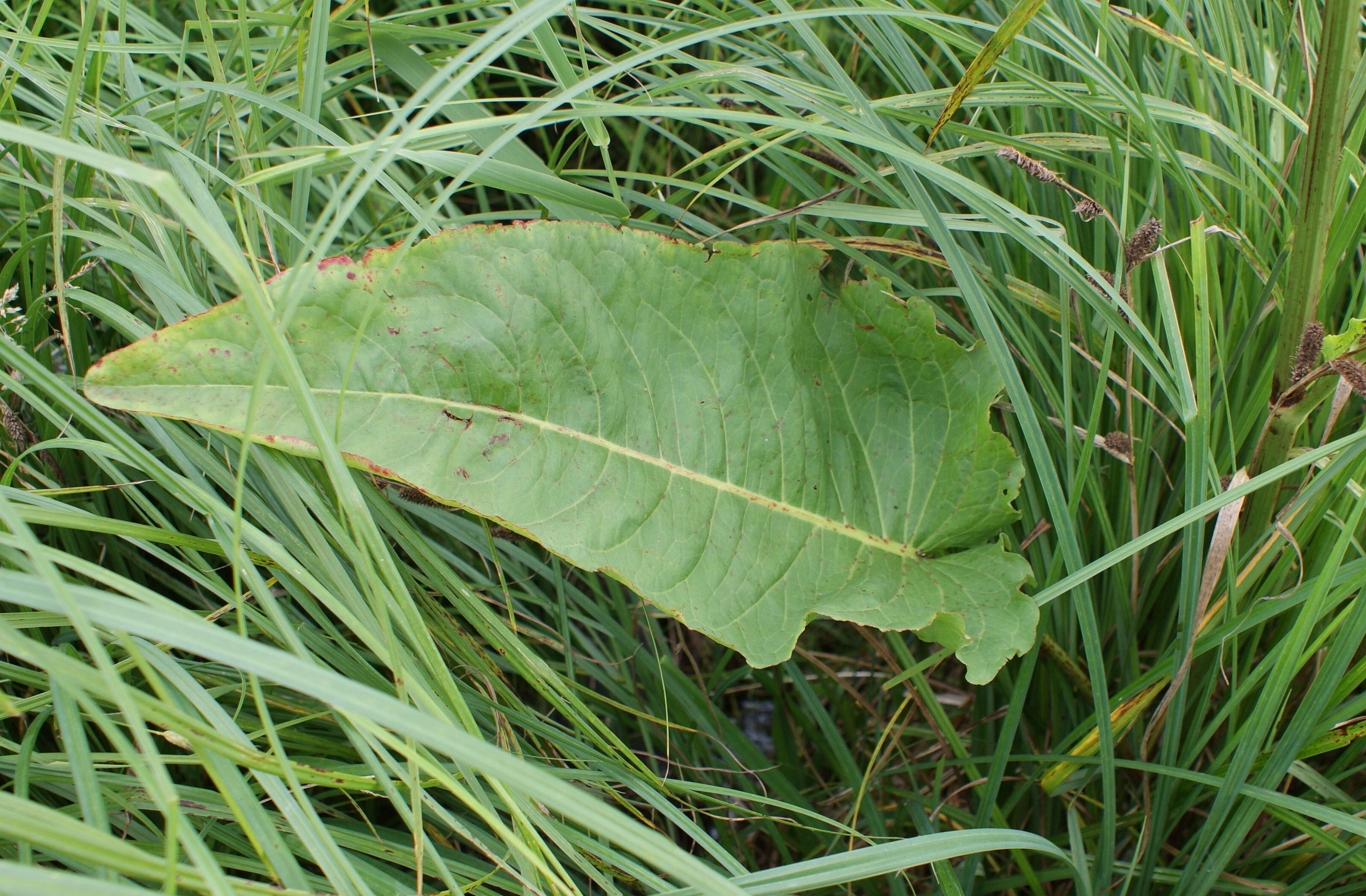
Detalle de la hoja

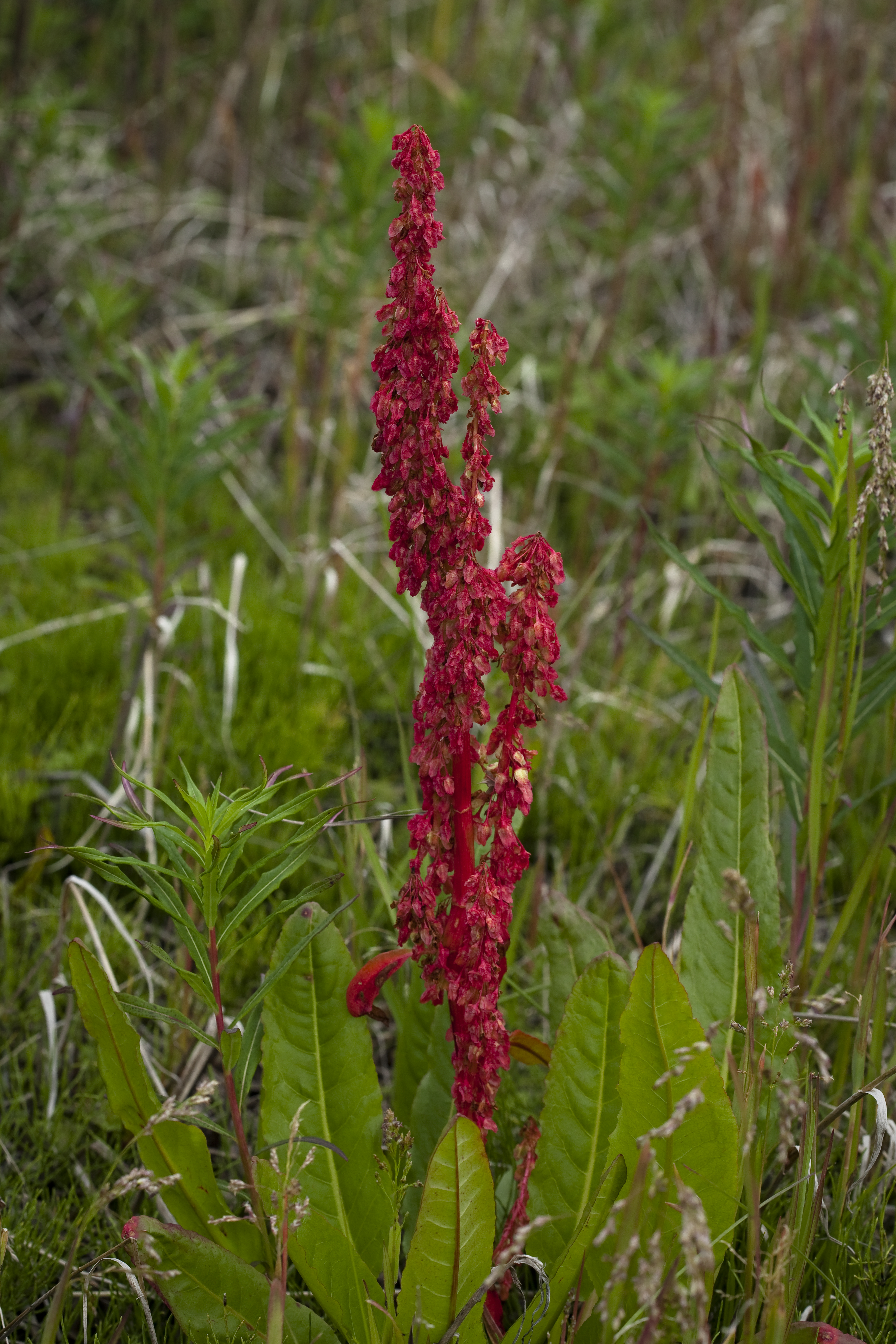
Inflorescencia

## Distribución y hábitat
Esta especie se encuentra en Asia y Europa Oriental.  La frontera occidental de su área principal pasa por el Oeste de la región del río Rin, en el Norte y el Este de la Alta Selva negra.  La frontera al Sur de Europa son los Alpes y en la península balcánica. El límite Norte de Europa se encuentra en el Cabo Norte. En el Este se extiende la gama a través de la totalidad de Siberia hasta el Pacífico, Rusia, Kazajistán, Kirguistán, Mongolia y China. También está en Japón. 
La especie prefiere la humedad, suelos inundados periódicamente o del rango de meso a eutrófico de aguas.  Le gustan los suelos alcalinos, formados por grava y arcilla.
Rumex aquaticus crece sobre todo en la costa o en los cañaverales de altura, en las riberas de los ríos donde las aguas son calmadas.  Raras, pero también las encontramos en las depresiones de inundaciones periódicas. 

## Descripción
Planta herbácea perenne, que puede crecer hasta  de 0'8 a 2 metros de altura. Las hojas son sentadas y los tallos son casi tan largos como las hojas. La base de estas tiene hasta 45 centímetros de largo y 25 centímetros de anchura, son alargadas y de forma oval-triangulares, presentan una coloración verde oscuro. La base es profundamente cordiforme y redondeada basalmente. En la mitad superior de la hoja el margen casi entero y la punta a menudo es aguda o lanceolada, aunque puede presentar una fina ondulación.  El lateral de las vainas es de color marrón con flecos.
De julio a agosto las plantas están llenas de muchas inflorescencias muy densas (panículas).  Estos son los principales ejes, y a menudo representan la mitad de la longitud del tallo (es decir, hasta un metro de altura).  Las flores son hermafroditas y la mayoría se organizan superponiéndolos para formar la panícula.
El fruto es un aquenio de 5 a 9 milímetros de largo y de 4 a 7 milímetros de anchura.  Son triangulares y ovado-redondeadas. La corteza puede ser de color verde hasta marrón.  Los frutos secos son de 3'4 a 3'8 milímetros de largo y de color marrón claro. 

## Propiedades
La especie tiene prestaciones médicas, ayuda a combatir la causa de los dolores de estómago y diarrea. Un extracto de la raíz cuida diversas enfermedades cutáneas.  El polvo de la raíz se puede utilizar como un sustituto de la pasta de dientes.

## Taxonomía
Rumex aquaticus fue descrita por   Carlos Linneo  y publicado en Species Plantarum 1: 336. 1753.
Etimología
Ver: Rumex
aquaticus: epíteto latíno que significa "acuática".
Variedades
- Rumex aquaticus ssp. aquaticus
- Rumex aquaticus ssp. arcticus (Trautv.) Hiitonen
- Rumex aquaticus ssp. protractus

Sinonimia
- Rumex aquaticus subsp. euaquaticus Rech. f.
- Rumex aquaticus subsp. protractus (Rech. f.) Rech. f.
- Rumex protractus Rech.f.[4]